# 威廉·西奧菲勒斯·瓊斯
威廉·西奧菲勒斯·瓊斯（英語：William Theopilus Jones；1842年2月20日—1882年10月9日），美國共和黨籍政治人物，曾在1871年至1873年擔任懷俄明領地眾議院議會代表。

## 生平
瓊斯在印第安納州科里登出生，長大後修讀法律，並於1865年加入法律界，同時於克羅伊登執業。
美國南北戰爭期間，他在北軍印第安納州志願步兵第17團擔任少校。戰後，他在1869年出任懷俄明領地最高法院陪審法官，同年定居夏延。
瓊斯以共和黨黨員身份當選第四十二屆聯邦國會懷俄明領地眾議院議會代表，惟於第四十三屆時競逐失敗。此後，他回到克羅伊登繼續任職律師直到1882年10月9日去世為止，葬於摩利亞山公墓。

## 外部連結
- 在Find a Grave上的威廉·西奧菲勒斯·瓊斯

| 美国众议院                      | 美国众议院                                       | 美国众议院                  |
| ------------------------------- | ------------------------------------------------ | --------------------------- |
| 前任者： 斯蒂芬·弗里爾·納科爾斯 | 懷俄明領地單一國會選區 眾議院代表 1871年－1873年 | 繼任者： 威廉·倫道夫·斯蒂爾 |